# Луксор (гувернорат)
Луксор је један од 27 гувернората Египта. Заузима површину од 55 km². Према попису становништва из 2006. у гувернорату је живело 451.318 становника. Главни град је Луксор.

## Становништво
| 2006.   | 2012. (процена) |
| ------- | --------------- |
| 451.318 | 1.064.000       |